# Uraltguthaben

Dokument über ein Uraltguthaben

Uraltguthaben ist ein Begriff aus dem Recht der Währungsumstellung in Deutschland nach dem Zweiten Weltkrieg. Er bezeichnete Reichsmarkguthaben, die am 8. Mai 1945 bei einer Berliner Niederlassung eines Kreditinstituts bestanden.
Gemäß § 1 des Umstellungsergänzungsgesetzes vom 21. September 1953 (UErgG) wurden Uraltguthaben durch Gutschrift von einer Deutschen Mark für je 20 Reichsmark in Neugeldguthaben umgewandelt.

## Zeitgeschichtlicher Hintergrund

Besatzungszonen in Deutschland 1945

Die westdeutsche Währungsreform von 1948 galt nur in den drei westdeutschen Besatzungszonen (Trizone), nicht aber in den drei Westsektoren Berlins. Berlin bildete auch noch in der Nachkriegszeit zusammen mit seinem Umland einen eng verflochtenen Wirtschaftsraum. Aus diesem Grund versuchten die westlichen Alliierten, die währungspolitische Einheit Berlins zu erhalten, auch nachdem am 20. Juni 1948 mit der Einführung der D-Mark (West) in den damaligen Westzonen die politische Spaltung Deutschlands de facto vollzogen worden war. Anders als in westlichen Besatzungszonen konnte in den Westsektoren Berlins vorübergehend auch die im Ostsektor gültige Währung – die Kuponmark bzw. später die D-Mark (Ost) – verwendet werden.
Die Westalliierten entschlossen sich erst am 20. März 1949, die D-Mark (West) auch zum alleinigen Zahlungsmittel in den Westsektoren Berlins zu erklären.
1957 wurde mit der Errichtung der Landeszentralbank in Berlin als Rechtsnachfolgerin der Berliner Zentralbank die Einbindung in das bundesdeutsche Notenbanksystem vollendet. Ostberlin war seit Juli 1948 als Sitz der Deutschen Notenbank und seit Dezember 1967 als Sitz der Staatsbank der DDR das Zentrum des ostdeutschen Monobankensystems.

## Bedeutung der Uraltguthaben

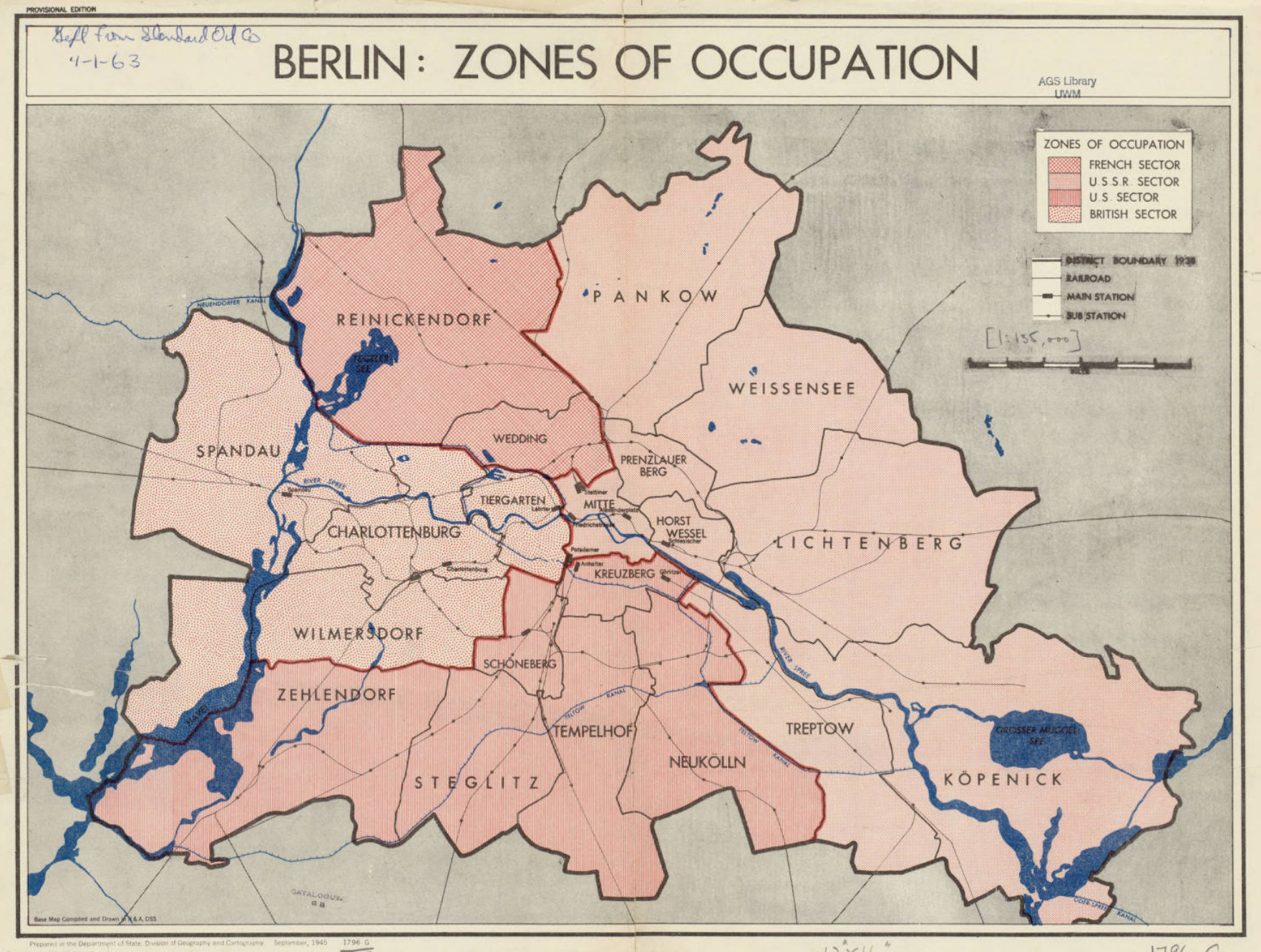
Die vier Sektoren Berlins Anfang Juli 1945

Die Gesetzgebung zur Währungsreform galt nur in den drei westlichen Besatzungszonen, nicht aber in West-Berlin. Am 20. Juni 1948 hatte nur jeder Einwohner des westdeutschen Währungsgebiets gegen Einzahlung von 60 Mark Altgeld 40 Deutsche Mark (DM) in bar erhalten. Altgeldguthaben in Reichsmark wurden in Westdeutschland zum 27. Juni 1948 grundsätzlich in der Weise in Neugeldguthaben umgewandelt, dass den Inhabern für je zehn Reichsmark eine Deutsche Mark gutgeschrieben wurde.
Mit dem Umstellungsergänzungsgesetz vom 21. September 1953 wurde auch die Umwandlung von Reichsmarkguthaben, die am 8. Mai 1945 bei einer Berliner Niederlassung eines Kreditinstituts bestanden (Uraltguthaben) hatten, geregelt. Kontoinhabern wurde für je zwanzig Reichsmark eine Deutsche Mark gutgeschrieben (§ 1 UErgG).
Nach § 2 des Gesetzes zum Abschluss der Währungsumstellung vom 17. Dezember 1975 erloschen mit Ablauf des 30. Juni 1976 sowohl die Ansprüche aus Altgeldguthaben bei Geldinstituten im Währungsgebiet als auch Uraltguthaben in Berlin.